# 埃里切
埃里切（義大利語：Erice），是意大利特拉帕尼省的一个市镇。总面积47.3平方公里，人口28527人，人口密度603.1人/平方公里（2009年）。ISTAT代码为081008。
埃里切为意大利重要的旅游城镇，被《米其林旅游指南》评为“三星级旅游推荐”（最高级别）。

## 地理

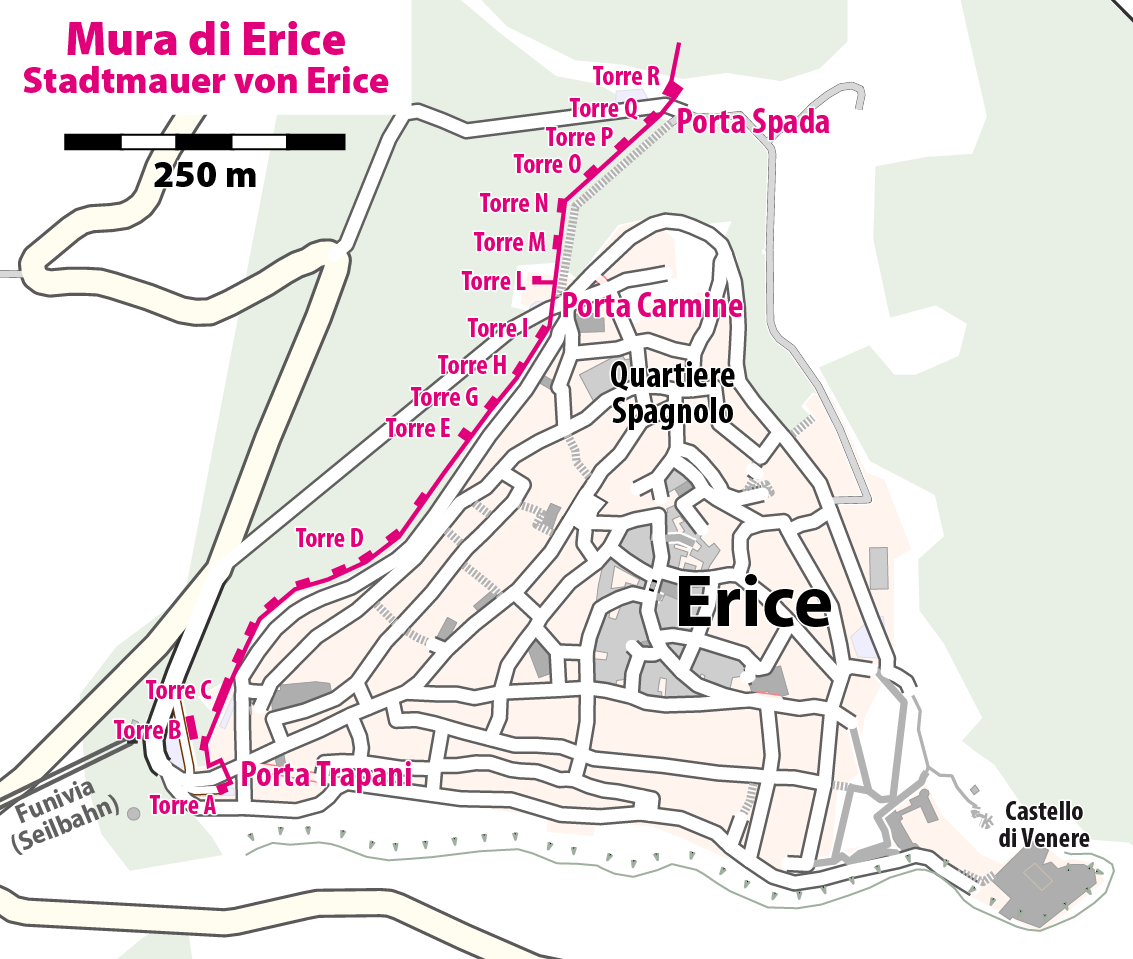
地图

埃里切镇位于埃里切山顶，海拔750米，俯瞰特拉帕尼市、朝向马尔萨拉的西海岸、戏剧性的蓬塔德尔撒拉森科（Punta del Saraceno），以及东北方的圣维托角（Capo San Vito），以及西西里岛西北海岸的埃加迪群岛。圣屋（Casa Santa）是埃里切在山下的部分，紧邻特拉帕尼。缆车连接埃里切的上下两部分。
毗邻的市镇包括布塞托帕利佐洛、帕切科（Paceco）、特拉帕尼、瓦尔德里切和库斯托纳奇。

## 历史

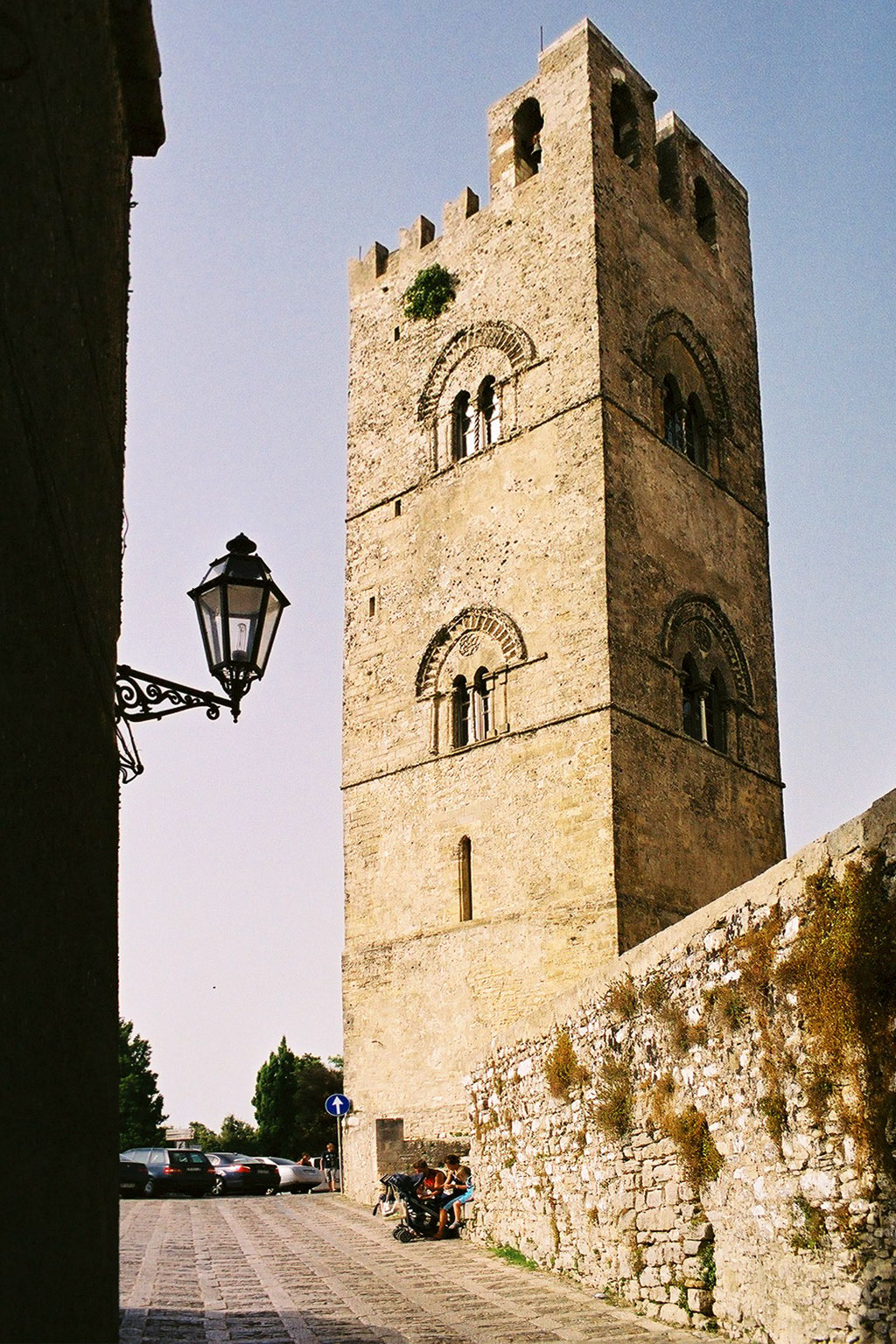
埃里切圣母堂（Chiesa Madre）钟楼

埃里切的古希腊名称为厄律克斯，据称由同名的希腊英雄厄律克斯创建。但它并不是希腊殖民地，而是由腓尼基人建立，只是相当希腊化了。在第一次布匿战争中，它被迦太基摧毁，此后重要性下降。
厄律克斯在831年被阿格勒比德征服，改名为哈米德山（Cebel Hamid）。此后由阿拉伯人统治，直到诺曼征服。1167年，诺曼人将其改名为"圣朱利亚诺山（Monte San Giuliano），这个名字一直保留到1934年。

## 景点
在城市的东北部，有古代伊利米人的遗迹和腓尼基城墙，表明古代定居和占领的不同阶段。
城中还有两座城堡：佩波利城堡，其年代可追溯到撒拉森人时期；维纳斯城堡（Castello di Venere），可追溯到诺曼人时期，修建在古代维纳斯神庙的上方。据传说，这座神庙是由埃涅阿斯建立的，在古代，它在整个地中海地区广为人知，是一个重要的宗教中心。在埃里亚努斯的著作《关于动物的本性》中写道，被选为祭品的动物会自愿走到祭坛前被杀。
2005年，从特拉帕尼郊区到埃里斯镇开通了缆车。2017年因森林火灾而关闭，2018年6月重新开通。

## 文化
埃里切在埃托雷·马约拉纳中心主办科学会议，由有争议的天体物理学家安东尼诺·齐奇奇（Antonino Zichichi）组织。还有一年一度升为关于分子食物的研讨会。

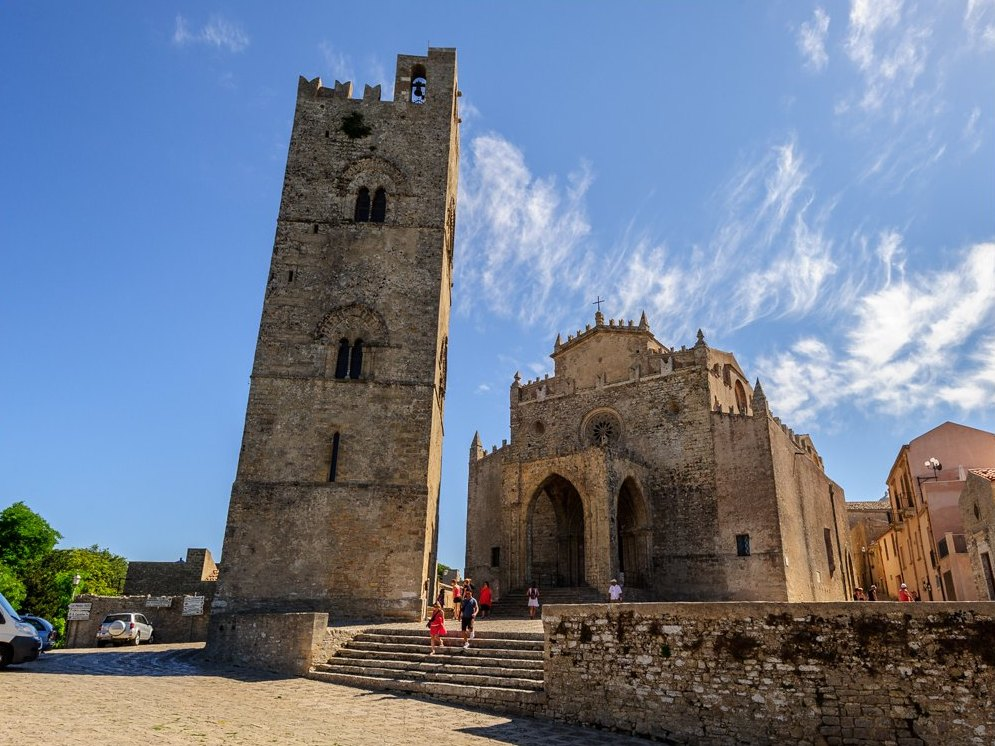
埃里切圣母堂及钟楼
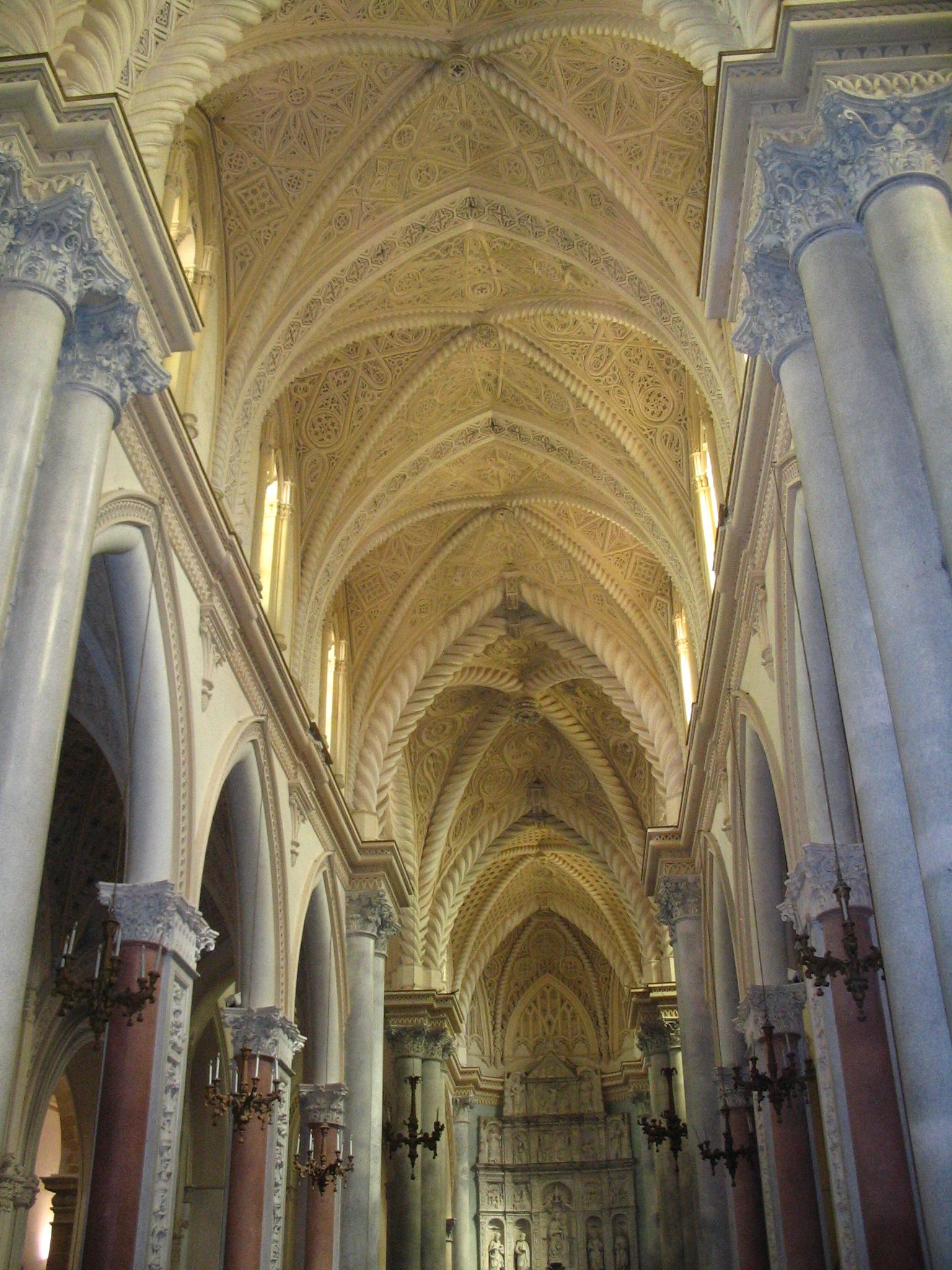
圣母堂内部
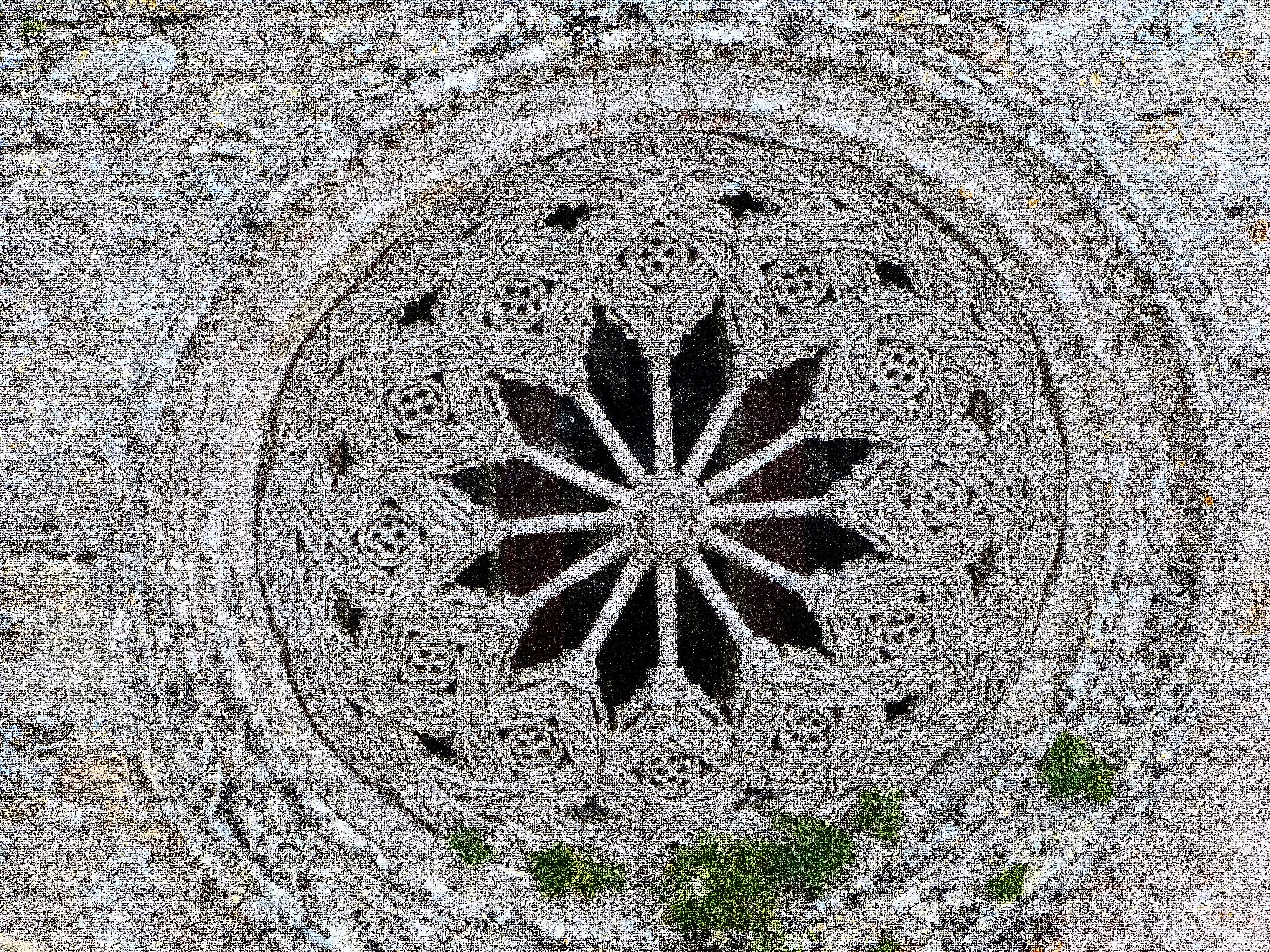
圣母堂的玫瑰窗
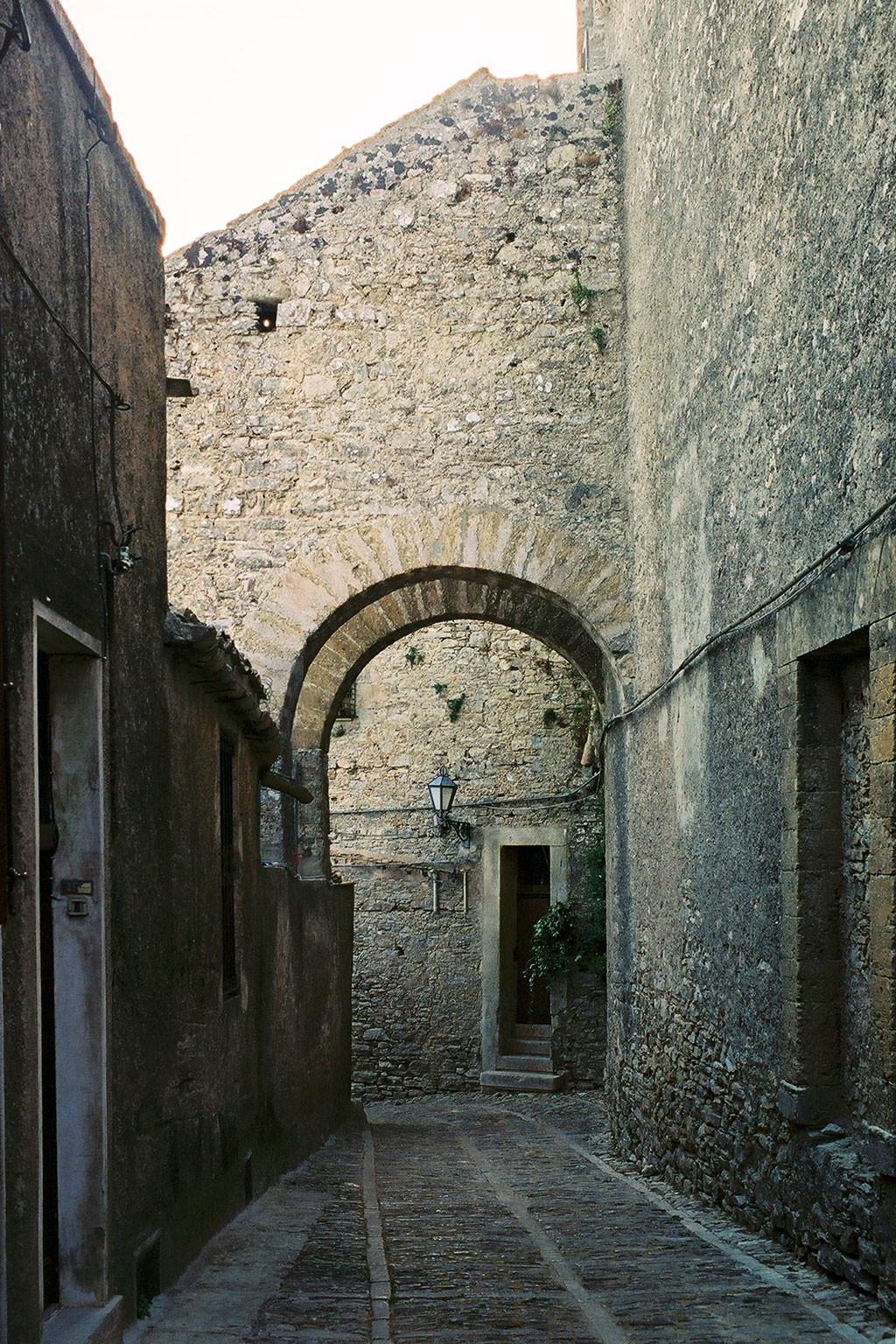
Via San Carlo
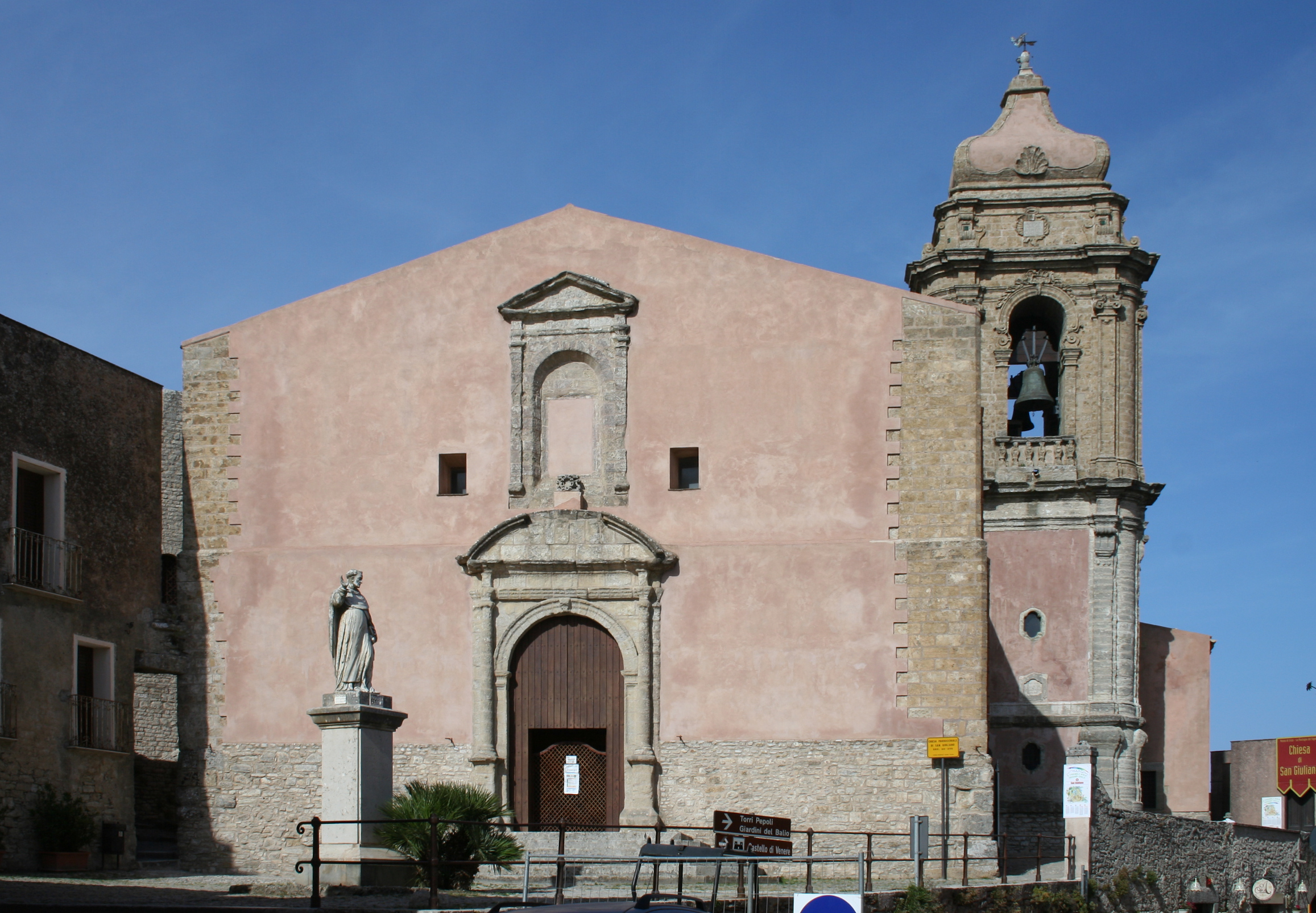
St Julian's Church
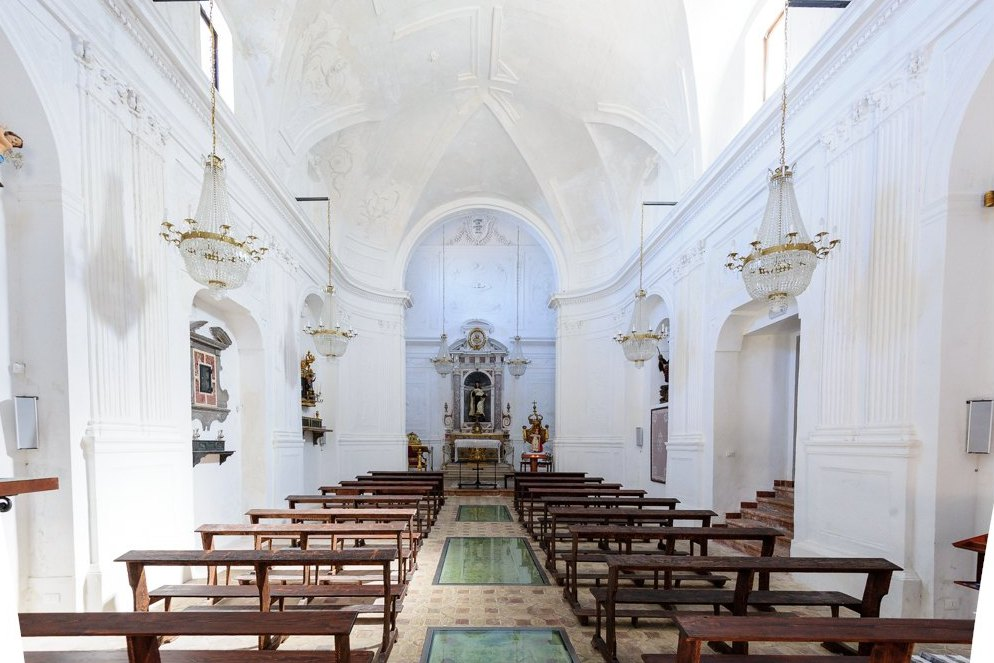
St Alberto dei Bianchi church内部
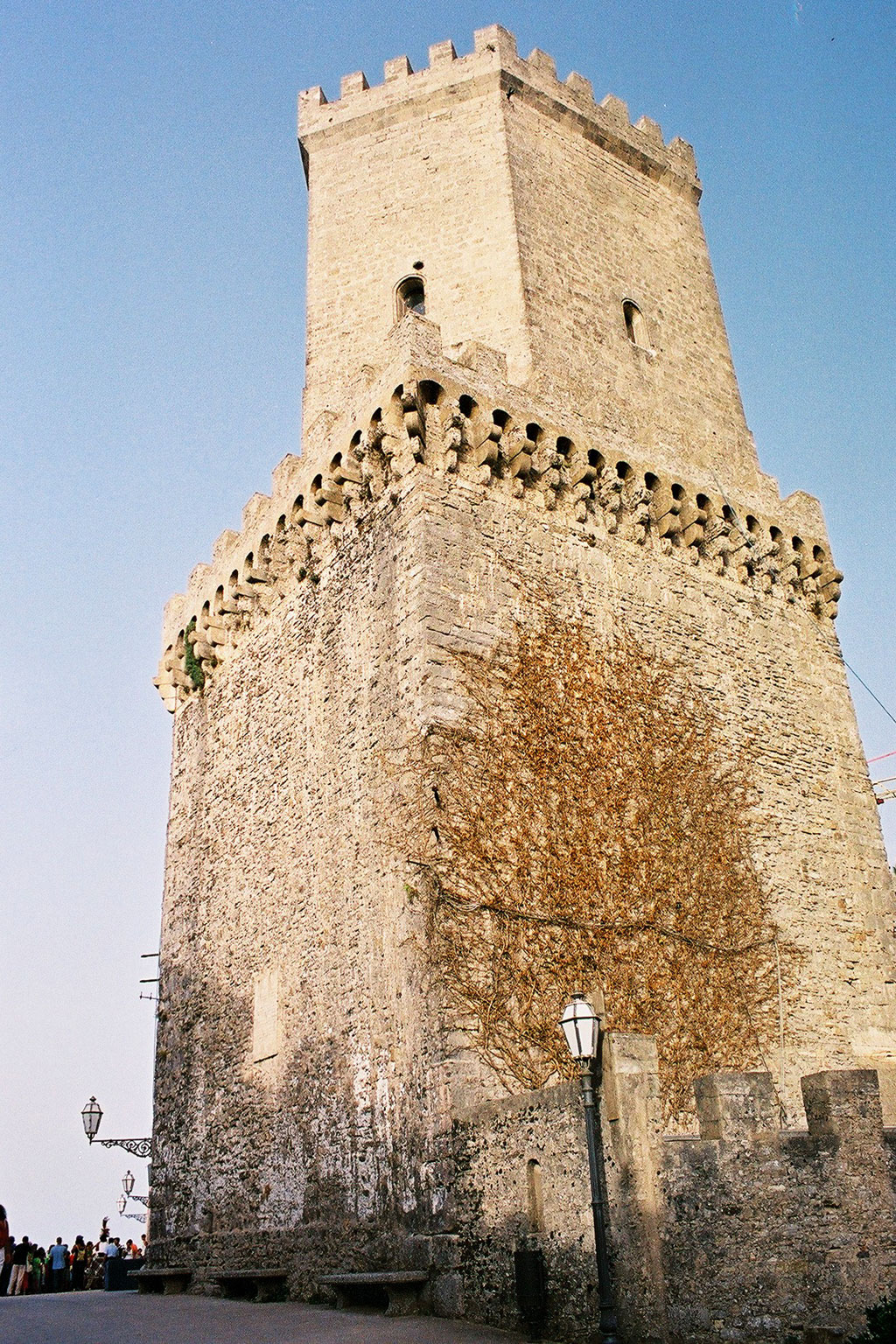
Castello del Balio
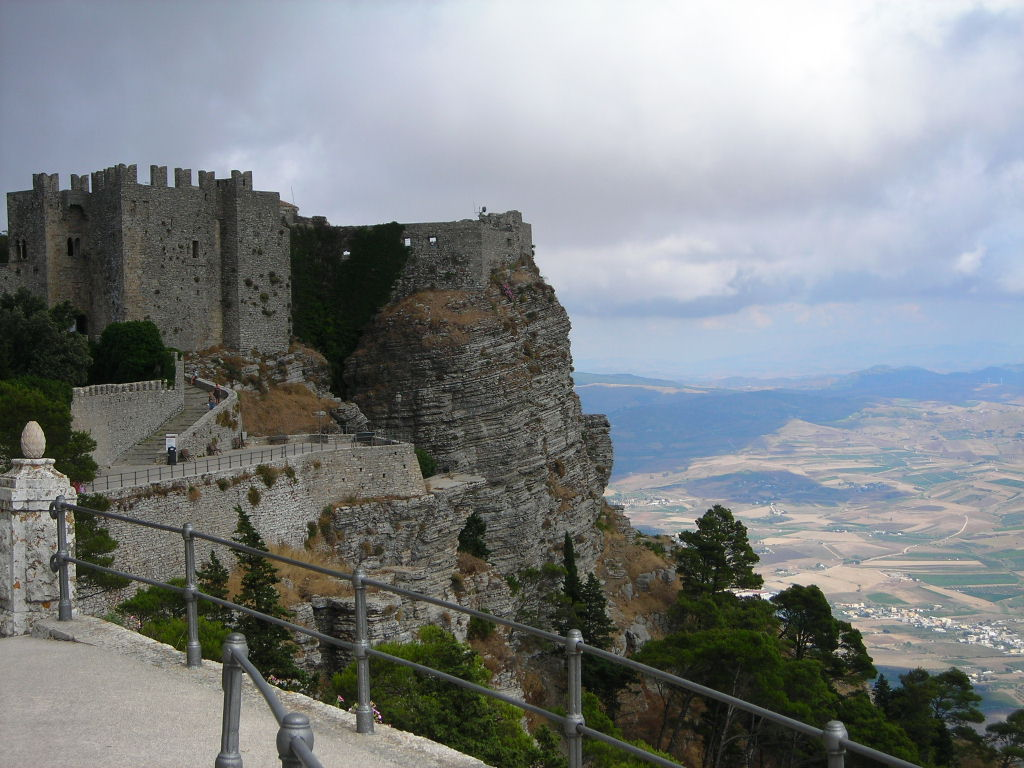
维纳斯城堡
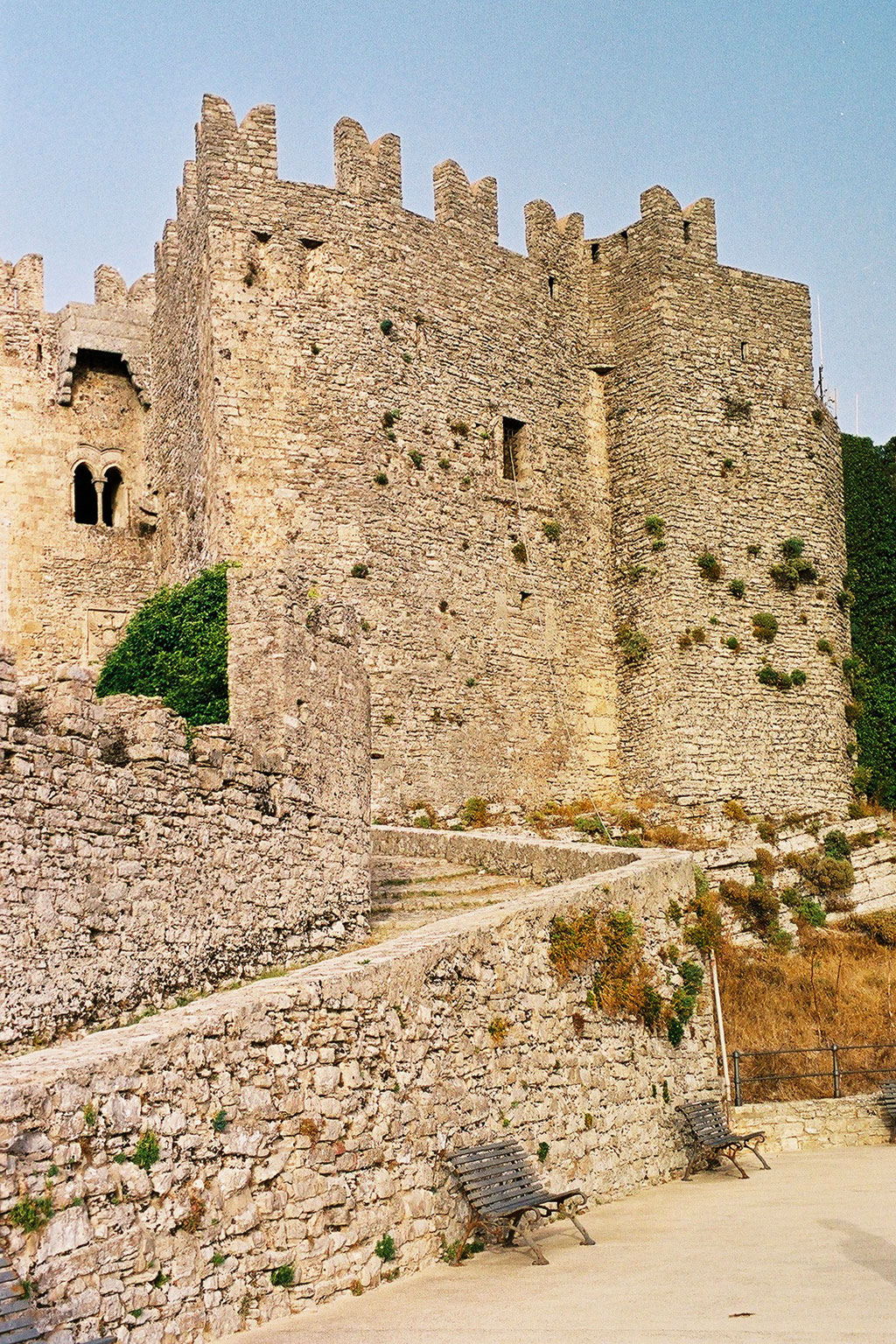
维纳斯城堡
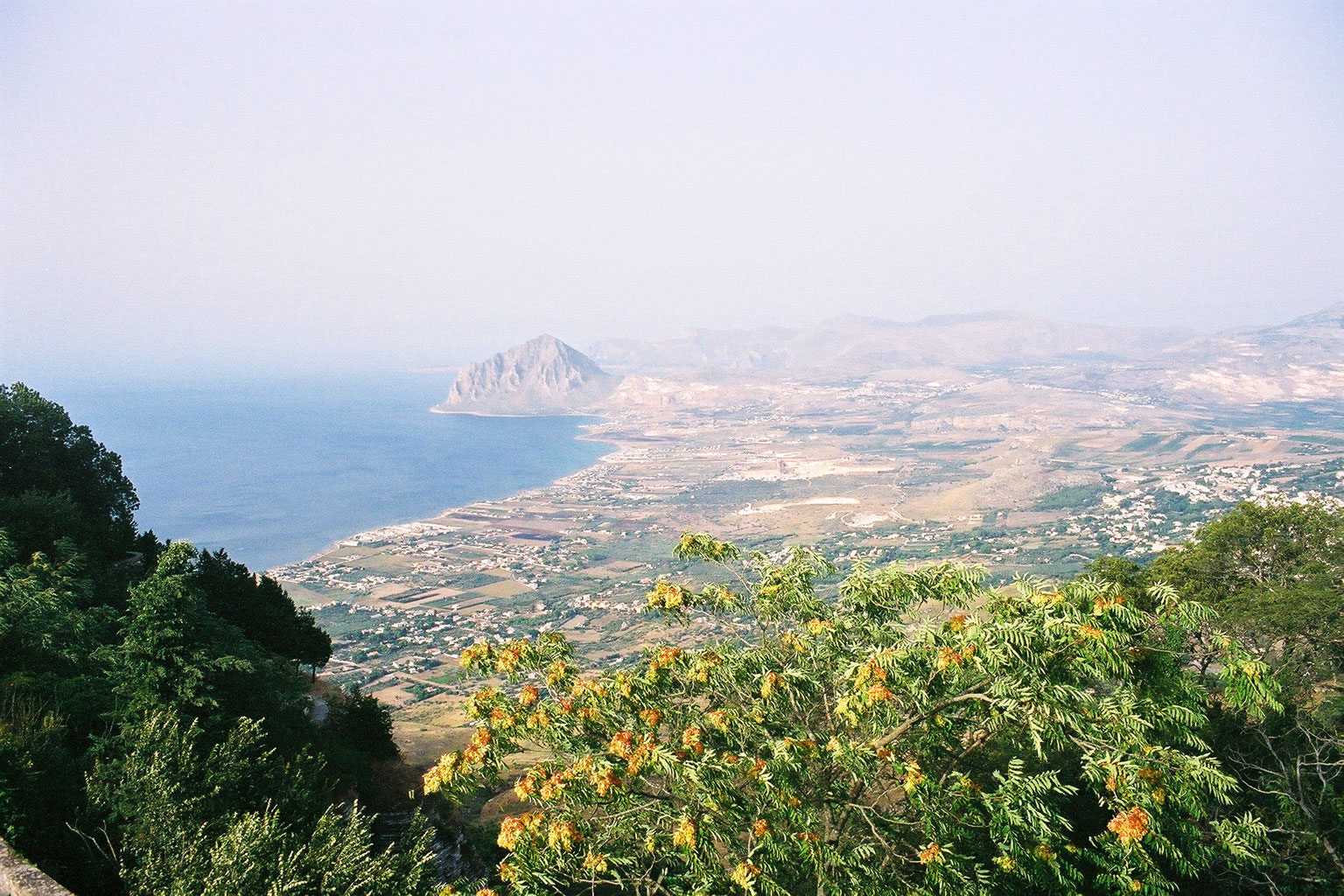
monte Cofano
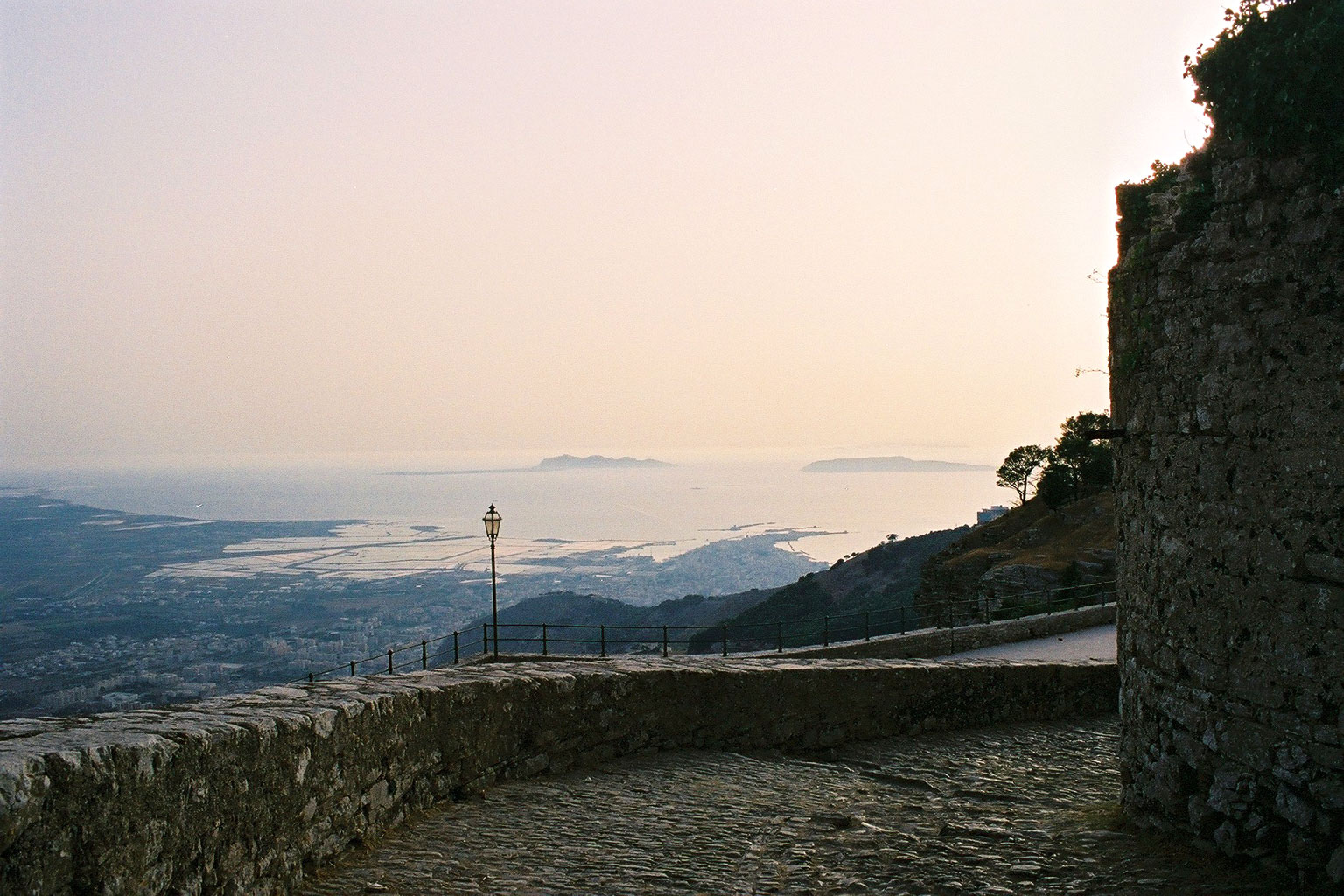
从城堡看特拉帕尼
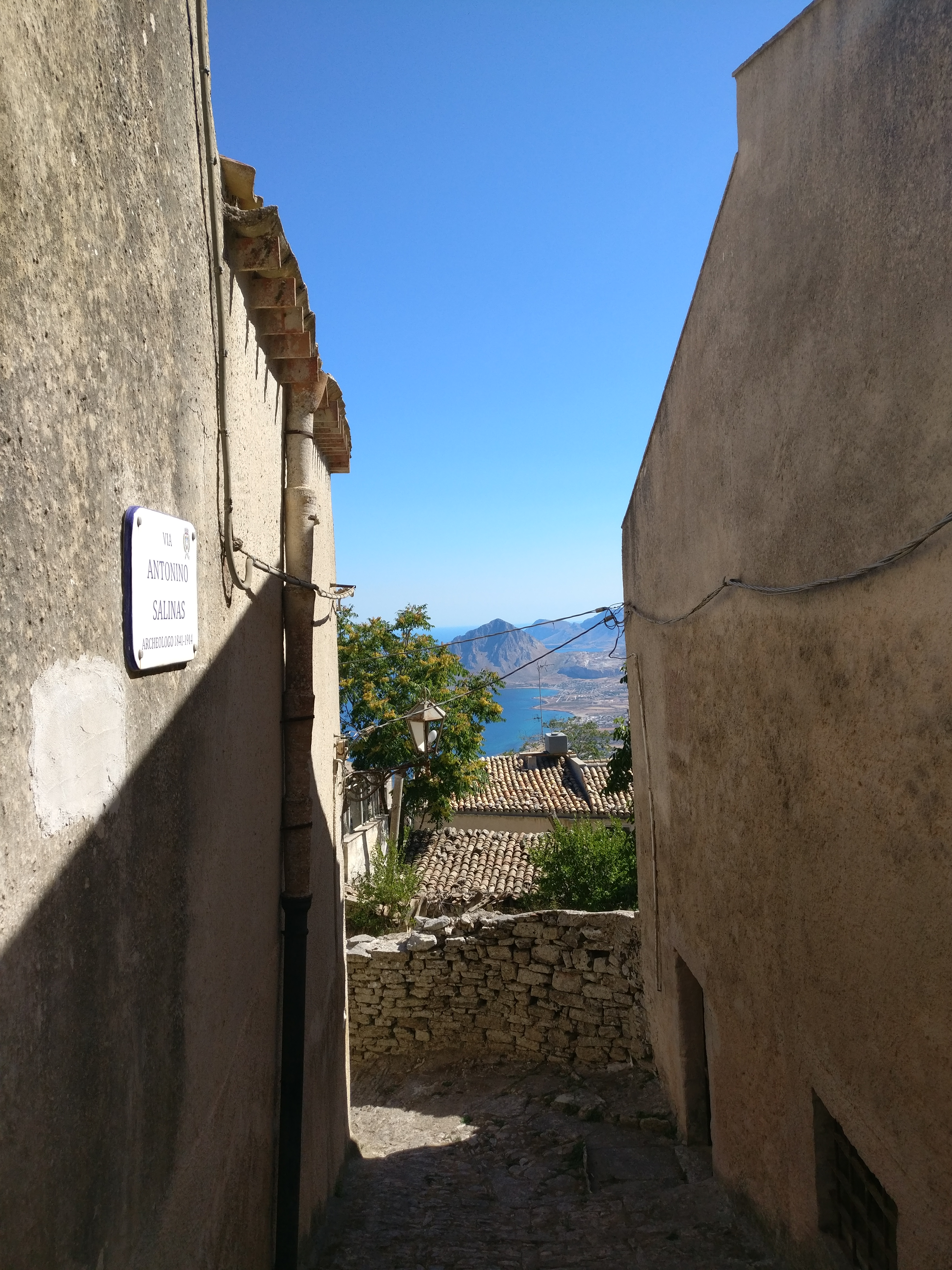
Monte Cofano seen from an alley in Erice
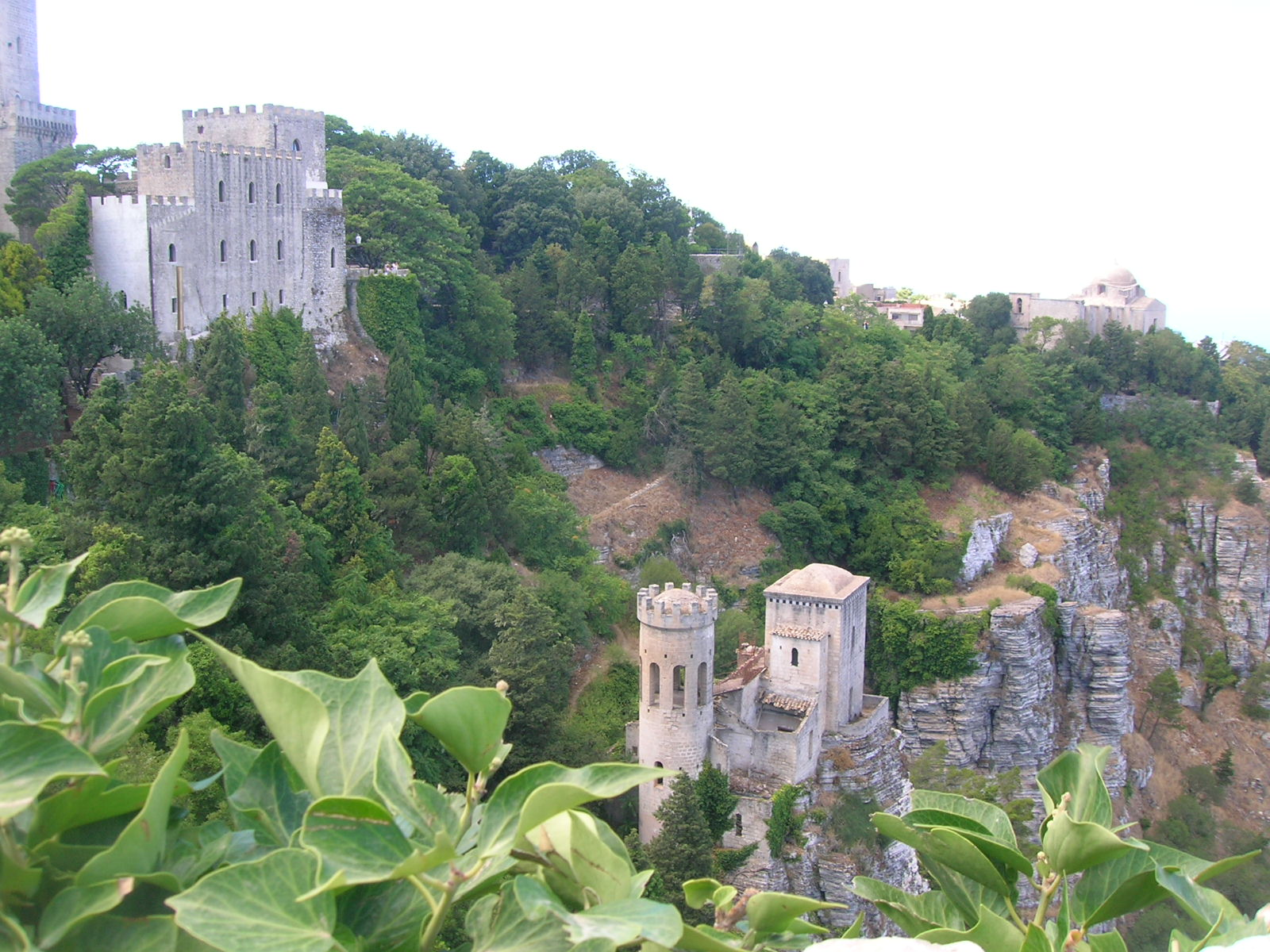
城堡
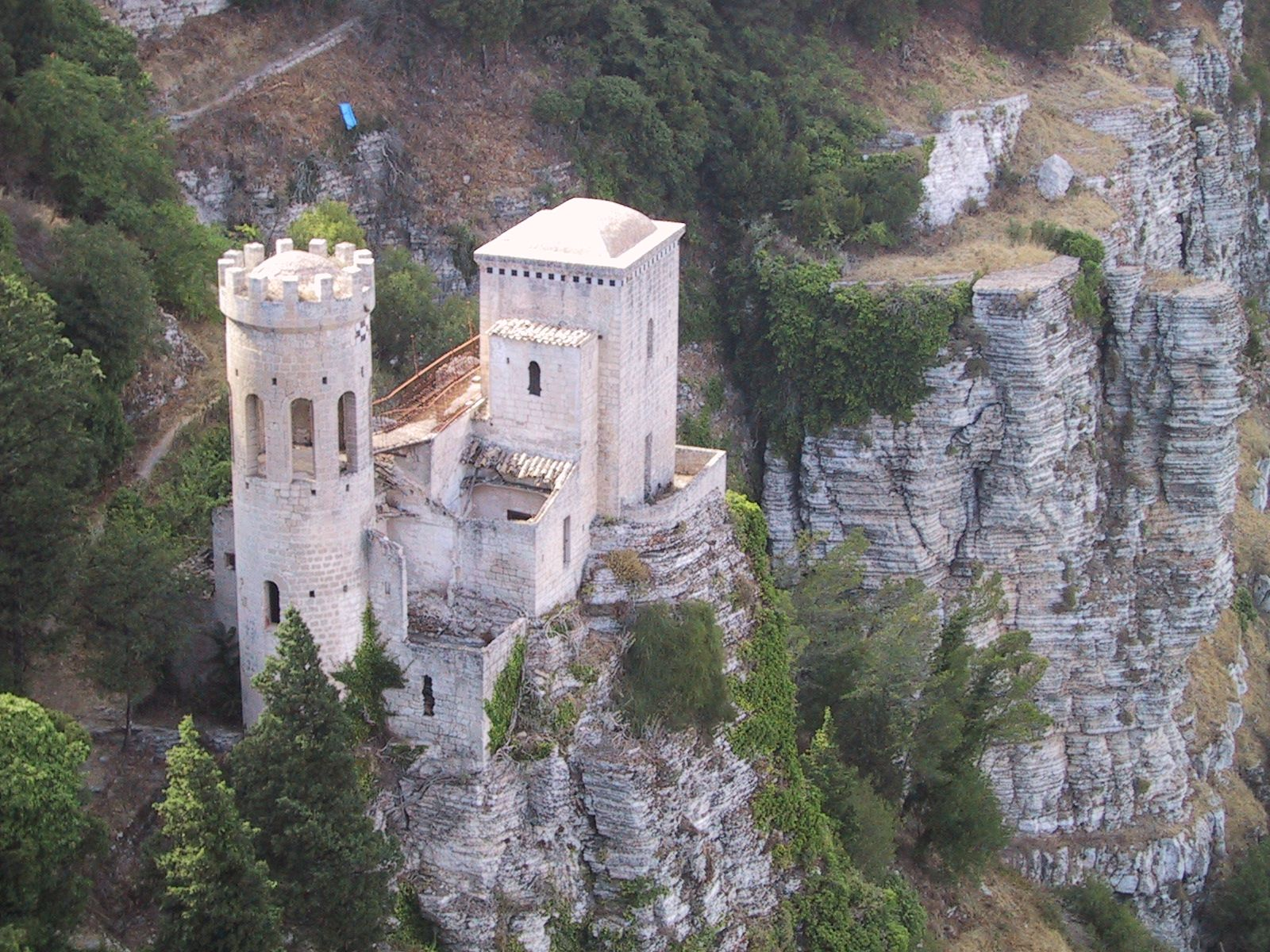
城堡